# Mistrovství Evropy v basketbalu mužů 1946
4. mistrovství Evropy  v basketbalu proběhlo v dnech 30. dubna – 4. května v Ženevě ve Švýcarsku.
Turnaje se zúčastnilo 10 týmů, rozdělených do jedné čtyřčlenné a dvou tříčlenných skupin. Vítězové skupin B a C a první dva týmy ze skupiny A postoupily do play off, týmy na druhém místě v tříčlenných skupinách hrály o 5. místo a týmy na třetím a čtvrtém místě hrály o 7. - 10. místo. Mistrem Evropy se stalo družstvo Československa.

## Výsledky a tabulka

### Základní skupiny

#### Skupina A
|    |             | ITA   | HUN   | POL   | LUC   | V | P | Skóre  | B |
| 1. | Itálie      | ***   | 39:31 | 40:25 | 73:15 | 3 | 0 | 152:71 | 6 |
| 2. | Maďarsko    | 31:39 | ***   | 34:21 | 48:10 | 2 | 1 | 113:70 | 5 |
| 3. | Polsko      | 25:40 | 21:34 | ***   | 45:28 | 1 | 2 | 91:102 | 4 |
| 4. | Lucembursko | 15:73 | 10:48 | 25:48 | ***   | 0 | 3 | 53:166 | 3 |

| 30. dubna 1946 15:00 | Zpráva | Polsko                     | 45 – 28 | Lucembursko |  | Palais des Sports, Ženeva Rozhodčí: Elie Archambaud (FRA), Frederic Rädle (SUI) |
| 30. dubna 1946 15:00 | Zpráva | Skóre po poločasech: 23:13 |         |             |  | Palais des Sports, Ženeva Rozhodčí: Elie Archambaud (FRA), Frederic Rädle (SUI) |
| 30. dubna 1946 15:00 | Zpráva | Stok 18                    | Body    | Kohn 8      |  | Palais des Sports, Ženeva Rozhodčí: Elie Archambaud (FRA), Frederic Rädle (SUI) |

| 30. dubna 1946 22:30 | Zpráva | Itálie                     | 39 – 31 | Maďarsko   |  | Palais des Sports, Ženeva Rozhodčí: Germain Bounaix (FRA), François van der Perren (BEL) |
| 30. dubna 1946 22:30 | Zpráva | Skóre po poločasech: 15:13 |         |            |  | Palais des Sports, Ženeva Rozhodčí: Germain Bounaix (FRA), François van der Perren (BEL) |
| 30. dubna 1946 22:30 | Zpráva | Stefanini 21               | Body    | Vadaszi 11 |  | Palais des Sports, Ženeva Rozhodčí: Germain Bounaix (FRA), François van der Perren (BEL) |

| 1. května 1946 16:30 | Zpráva | Lucembursko               | 10 – 48 | Maďarsko  |  | Palais des Sports, Ženeva Rozhodčí: Germain Bounaix (FRA), Frederic Rädle (SUI) |
| 1. května 1946 16:30 | Zpráva | Skóre po poločasech: 4:21 |         |           |  | Palais des Sports, Ženeva Rozhodčí: Germain Bounaix (FRA), Frederic Rädle (SUI) |
| 1. května 1946 16:30 | Zpráva | Linck 4                   | Body    | Velkei 12 |  | Palais des Sports, Ženeva Rozhodčí: Germain Bounaix (FRA), Frederic Rädle (SUI) |

| 1. května 1946 20:30 | Zpráva | Polsko                     | 25 – 40 | Itálie       |  | Palais des Sports, Ženeva Rozhodčí: Marcel Pfeuti (SUI), Jan Osuský (TCH) |
| 1. května 1946 20:30 | Zpráva | Skóre po poločasech: 11:18 |         |              |  | Palais des Sports, Ženeva Rozhodčí: Marcel Pfeuti (SUI), Jan Osuský (TCH) |
| 1. května 1946 20:30 | Zpráva | Smigielski 9               | Body    | Fagarazzi 15 |  | Palais des Sports, Ženeva Rozhodčí: Marcel Pfeuti (SUI), Jan Osuský (TCH) |

| 1. května 1946 15:00 | Zpráva | Itálie                    | 73 – 15 | Lucembursko |  | Palais des Sports, Ženeva Rozhodčí: Edmond Bigot (FRA), Marcel Pfeuti (SUI) |
| 1. května 1946 15:00 | Zpráva | Skóre po poločasech: 36:5 |         |             |  | Palais des Sports, Ženeva Rozhodčí: Edmond Bigot (FRA), Marcel Pfeuti (SUI) |
| 1. května 1946 15:00 | Zpráva | Bocciai 24                | Body    | Linck 6     |  | Palais des Sports, Ženeva Rozhodčí: Edmond Bigot (FRA), Marcel Pfeuti (SUI) |

| 1. května 1946 16:30 | Zpráva | Polsko                    | 21 – 34 | Maďarsko  |  | Palais des Sports, Ženeva Rozhodčí: Peeters (BEL), Václav Jeřábek (TCH) |
| 1. května 1946 16:30 | Zpráva | Skóre po poločasech: 8:13 |         |           |  | Palais des Sports, Ženeva Rozhodčí: Peeters (BEL), Václav Jeřábek (TCH) |
| 1. května 1946 16:30 | Zpráva | Stok 10                   | Body    | Nemeth 16 |  | Palais des Sports, Ženeva Rozhodčí: Peeters (BEL), Václav Jeřábek (TCH) |

#### Skupina B
|    |            | FRA   | NED   | ENG   | V | P | Skóre  | B |
| 1. | Francie    | ***   | 47:18 | 65:11 | 2 | 0 | 112:69 | 4 |
| 2. | Nizozemsko | 18:47 | ***   | 48:27 | 1 | 1 | 66:74  | 3 |
| 3. | Anglie     | 11:65 | 27:48 | ***   | 0 | 2 | 38:113 | 2 |

| 30. dubna 1946 16:00 | Zpráva | Anglie                    | 27 – 48 | Nizozemsko     |  | Palais des Sports, Ženeva Rozhodčí: Václav Jeřábek (TCH), Marcel Pfeuti (SUI) |
| 30. dubna 1946 16:00 | Zpráva | Skóre po poločasech: 6:24 |         |                |  | Palais des Sports, Ženeva Rozhodčí: Václav Jeřábek (TCH), Marcel Pfeuti (SUI) |
| 30. dubna 1946 16:00 | Zpráva | Thrift-Lee 10             | Body    | van Someren 11 |  | Palais des Sports, Ženeva Rozhodčí: Václav Jeřábek (TCH), Marcel Pfeuti (SUI) |

| 1. května 1946 15:30 | Zpráva | Anglie                    | 11 – 65 | Francie     |  | Palais des Sports, Ženeva Rozhodčí: François van der Perren (BEL), Witold Szeremeta (POL) |
| 1. května 1946 15:30 | Zpráva | Skóre po poločasech: 5:31 |         |             |  | Palais des Sports, Ženeva Rozhodčí: François van der Perren (BEL), Witold Szeremeta (POL) |
| 1. května 1946 15:30 | Zpráva | Weston 4                  | Body    | Duperray 13 |  | Palais des Sports, Ženeva Rozhodčí: François van der Perren (BEL), Witold Szeremeta (POL) |

| 2. května 1946 19:45 | Zpráva | Francie                    | 47 – 18 | Nizozemsko |  | Palais des Sports, Ženeva Rozhodčí: Pakowicz (POL), Frederic Rädle (SUI) |
| 2. května 1946 19:45 | Zpráva | Skóre po poločasech: 24:11 |         |            |  | Palais des Sports, Ženeva Rozhodčí: Pakowicz (POL), Frederic Rädle (SUI) |
| 2. května 1946 19:45 | Zpráva | Lesmayoux 8                | Body    | van Laar 6 |  | Palais des Sports, Ženeva Rozhodčí: Pakowicz (POL), Frederic Rädle (SUI) |

#### Skupina C
|    |           | TCH   | SUI   | BEL   | V | P | Skóre | B |
| 1. | ČSR       | ***   | 20:17 | 38:33 | 2 | 0 | 58:50 | 4 |
| 2. | Švýcarsko | 17:20 | ***   | 33:23 | 1 | 1 | 50:43 | 3 |
| 3. | Belgie    | 33:38 | 23:33 | ***   | 0 | 2 | 56:71 | 2 |

| 30. dubna 1946 21:30 | Zpráva | ČSR                       | 20 – 17 | Švýcarsko |  | Palais des Sports, Ženeva Rozhodčí: Vittorio Ugolini (ITA), Witold Szeremeta (POL) |
| 30. dubna 1946 21:30 | Zpráva | Skóre po poločasech: 12:7 |         |           |  | Palais des Sports, Ženeva Rozhodčí: Vittorio Ugolini (ITA), Witold Szeremeta (POL) |
| 30. dubna 1946 21:30 | Zpráva | Bobocký 7                 | Body    | Bossy 4   |  | Palais des Sports, Ženeva Rozhodčí: Vittorio Ugolini (ITA), Witold Szeremeta (POL) |

| 1. května 1946 21:30 | Zpráva | Belgie                    | 23 – 33 | Švýcarsko  |  | Palais des Sports, Ženeva Rozhodčí: Egidio Ghirimoldi (ITA), Caromoras (???) |
| 1. května 1946 21:30 | Zpráva | Skóre po poločasech: 15:8 |         |            |  | Palais des Sports, Ženeva Rozhodčí: Egidio Ghirimoldi (ITA), Caromoras (???) |
| 1. května 1946 21:30 | Zpráva | Kets 8                    | Body    | Winkler 13 |  | Palais des Sports, Ženeva Rozhodčí: Egidio Ghirimoldi (ITA), Caromoras (???) |

| 2. května 1946 21:00 | Zpráva | Belgie                     | 33 – 38 | ČSR        |  | Palais des Sports, Ženeva Rozhodčí: Elie Archambaud (FRA), Vittorio Ugolini (ITA) |
| 2. května 1946 21:00 | Zpráva | Skóre po poločasech: 21:13 |         |            |  | Palais des Sports, Ženeva Rozhodčí: Elie Archambaud (FRA), Vittorio Ugolini (ITA) |
| 2. května 1946 21:00 | Zpráva | Hermans 9                  | Body    | Křepela 12 |  | Palais des Sports, Ženeva Rozhodčí: Elie Archambaud (FRA), Vittorio Ugolini (ITA) |

### Semifinále
| 3. května 1946 20:00 | Zpráva | ČSR                        | 48 – 28 | Maďarsko  |  | Palais des Sports, Ženeva Rozhodčí: Witold Szeremeta (POL) |
| 3. května 1946 20:00 | Zpráva | Skóre po poločasech: 26:12 |         |           |  | Palais des Sports, Ženeva Rozhodčí: Witold Szeremeta (POL) |
| 3. května 1946 20:00 | Zpráva | Mrázek 11                  | Body    | Nemeth 14 |  | Palais des Sports, Ženeva Rozhodčí: Witold Szeremeta (POL) |

| 3. května 1946 21:30 | Zpráva | Itálie                     | 37 – 25 | Francie    |  | Palais des Sports, Ženeva Rozhodčí: Marcel Pfeuti (SUI), François van der Perren (BEL) |
| 3. května 1946 21:30 | Zpráva | Skóre po poločasech: 20:22 |         |            |  | Palais des Sports, Ženeva Rozhodčí: Marcel Pfeuti (SUI), François van der Perren (BEL) |
| 3. května 1946 21:30 | Zpráva | Stefanini 13               | Body    | Duperray 9 |  | Palais des Sports, Ženeva Rozhodčí: Marcel Pfeuti (SUI), François van der Perren (BEL) |

### Finále
| 4. května 1946 21:30 | Zpráva | ČSR                        | 34 – 32 | Itálie      |  | Palais des Sports, Ženeva Počet diváků: 4 500 Rozhodčí: Marcel Pfeuti (SUI), François van der Perren (BEL) |
| 4. května 1946 21:30 | Zpráva | Skóre po poločasech: 18:21 |         |             |  | Palais des Sports, Ženeva Počet diváků: 4 500 Rozhodčí: Marcel Pfeuti (SUI), François van der Perren (BEL) |
| 4. května 1946 21:30 | Zpráva | Křepela 13                 | Body    | de Nardus 9 |  | Palais des Sports, Ženeva Počet diváků: 4 500 Rozhodčí: Marcel Pfeuti (SUI), François van der Perren (BEL) |

### O 3. místo
| 4. května 1946 20:15 | httpZpráva | Maďarsko                   | 38 – 32 | Francie     |  | Palais des Sports, Ženeva Rozhodčí: Jan Osuský (TCH) |
| 4. května 1946 20:15 | httpZpráva | Skóre po poločasech: 18:15 |         |             |  | Palais des Sports, Ženeva Rozhodčí: Jan Osuský (TCH) |
| 4. května 1946 20:15 | httpZpráva | Nemeth 14                  | Body    | Duperray 15 |  | Palais des Sports, Ženeva Rozhodčí: Jan Osuský (TCH) |

### O 5. místo
| 4. května 1946 16:00 | Zpráva | Nizozemsko                | 22 – 36 | Švýcarsko |  | Palais des Sports, Ženeva Rozhodčí: Edmond Bigot (FRA), Egidio Ghirimoldi (ITA) |
| 4. května 1946 16:00 | Zpráva | Skóre po poločasech: 9:16 |         |           |  | Palais des Sports, Ženeva Rozhodčí: Edmond Bigot (FRA), Egidio Ghirimoldi (ITA) |
| 4. května 1946 16:00 | Zpráva | van Laar 7                | Body    | Wohler 8  |  | Palais des Sports, Ženeva Rozhodčí: Edmond Bigot (FRA), Egidio Ghirimoldi (ITA) |

### O 7. - 10. místo
| 3. května 1946 15:00 | Zpráva | Anglie                     | 27 – 50 | Lucembursko |  | Palais des Sports, Ženeva Rozhodčí: Guy Marie (FRA) |
| 3. května 1946 15:00 | Zpráva | Skóre po poločasech: 20:20 |         |             |  | Palais des Sports, Ženeva Rozhodčí: Guy Marie (FRA) |
| 3. května 1946 15:00 | Zpráva | Legg 6                     | Body    | Linck 24    |  | Palais des Sports, Ženeva Rozhodčí: Guy Marie (FRA) |

| 3. května 1946 16:30 | Zpráva | Polsko                     | 22 – 39 | Belgie     |  | Palais des Sports, Ženeva Rozhodčí: Vittorio Ugolini (ITA), Jan Osuský (TCH) |
| 3. května 1946 16:30 | Zpráva | Skóre po poločasech: 25:13 |         |            |  | Palais des Sports, Ženeva Rozhodčí: Vittorio Ugolini (ITA), Jan Osuský (TCH) |
| 3. května 1946 16:30 | Zpráva | Stok 12                    | Body    | Hermans 15 |  | Palais des Sports, Ženeva Rozhodčí: Vittorio Ugolini (ITA), Jan Osuský (TCH) |

### O 7. místo
| 4. května 1946 17:15 | Zpráva | Belgie                    | 42 – 11 | Lucembursko |  | Palais des Sports, Ženeva Rozhodčí: Witold Szeremeta (POL), von Arx (SUI) |
| 4. května 1946 17:15 | Zpráva | Skóre po poločasech: 20:7 |         |             |  | Palais des Sports, Ženeva Rozhodčí: Witold Szeremeta (POL), von Arx (SUI) |
| 4. května 1946 17:15 | Zpráva | Baert 8                   | Body    | Heyart 3    |  | Palais des Sports, Ženeva Rozhodčí: Witold Szeremeta (POL), von Arx (SUI) |

### O 9. místo
| 4. května 1946 14:45 | Zpráva | Anglie                     | 22 – 50 | Polsko  |  | Palais des Sports, Ženeva Rozhodčí: Germain Bounaix (FRA), Istvan Károly (HUN) |
| 4. května 1946 14:45 | Zpráva | Skóre po poločasech: 13:34 |         |         |  | Palais des Sports, Ženeva Rozhodčí: Germain Bounaix (FRA), Istvan Károly (HUN) |
| 4. května 1946 14:45 | Zpráva | Hart 9                     | Body    | Stok 22 |  | Palais des Sports, Ženeva Rozhodčí: Germain Bounaix (FRA), Istvan Károly (HUN) |

## Soupisky
1.  Československo
| - Miloš Bobocký - Jiří Drvota - Josef Ezr - Gustáv Herrmann - Ján Hluchý | - Josef Křepela - Ivo Mrázek - Pavel Nerad - Jiří Šimáček - František Stibitz | - Josef Toms - Ladislav Trpkoš - Emil Velenský - Vladimír Vondráček |

- Trenér: František Hájek.

2.  Itálie
| - Albino Bocciai - Mario Cattarini - Marcello de Nardus - Armando Fagarazzi | - Giancarlo Marinelli - Valentino Pellarini - Tullio Pitacco - Cesare Rubini | - Giuseppe Stefanini - Sergio Stefanini - Venzo Vannini |

- Trenér: Mino Pasquini

3.  Maďarsko
| - Geza Bajari - Antal Bankuti - Geza Kardos - Laszlo Kiralyhidi | - Tibor Mezöfi - György Nagy - Ferenc Nemeth | - Geza Racz - Ede Vadaszi - Fernec Velkey |

- Trenér: István Király

4.  Francie
| - André Buffière - Jean Duperray - Jacques Perrier - André Tartary - Paul Chaumont | - Henri Lesmayoux - Émile Frezot - Étienne Roland - André Goeuriot - Maurice Girardot | - Robert Busnel - René Chocat - Lucien Rebuffic - Justy Specker |

- Trenér: Paul Geist

5.  Švýcarsko
| - Georges Stockly - Fernand Keller - Théo Winkler - Henri Gujer | - Marc Bossy - Robert Geiser - Jean Pollet - Jean Paré | - René Wohler - Louis Sanguin - Georges Gallay - René Hofmann |

6.  Nizozemsko
| - Chris van Laar - Joop Koper - Henk Mik - Wim van Someren | - Freek Brandt - Jan Aldenberg - Henk Koper | - Chris Kugelein - Wim Kunnen - Ben Gerritsma |

- Trenér: Dick Schmüll

7.  Belgie
| - Armand van Wambeke - Auguste Wijns - Georges Baert - Henri Hermans - Émile Kets | - Auguste Bernaer - Alexander Hollanders - Henri Hollanders - Fernand Rossius - Pierre van Basselaere | - Julien Meuris - Henri Servaes - Louis van de Goor - Marcel de Haeck |

- Trenér: Raymond Briot

8.  Lucembursko
| - Alfred Achen - René Bicheler - Eugène Colling - Henri Heyart | - Pierre Kelsen - Eugène Kohn - Léon Konsbruck | - Joseph Linck - Gaston Poncin - Roger Scheuren |

- Hrající trenér: Henri Heyart

9.  Polsko
| - Zbigniew Resich - Rościsław Ruszkiewicz - Jacek Arlet - Jarosław Śmigielski | - Franciszek Szymura - Florian Grzechowiak - Edward Jarczyński | - Paweł Stok - Zdzisław Kasprzak - Władysław Maleszewski |

- Trenér: Józef Pachla

10.  Anglie
| - John Hart - Charles Watson - Douglas Legg - Stanley Weston | - Ken Dight - Colin Hunt - Frank Cole | - Ronald Legg - Arthur Lee - Dennis Hewitt |

- Trenér: W. Browning

## Konečné pořadí
| Pořadí           | Tým         | Z | V | P | Skóre   | B |
| ---------------- | ----------- | - | - | - | ------- | - |
| Zlatá medaile    | ČSR         | 4 | 4 | 0 | 134:110 | 8 |
| Stříbrná medaile | Itálie      | 5 | 4 | 1 | 221:130 | 9 |
| Bronzová medaile | Maďarsko    | 5 | 3 | 2 | 179:144 | 8 |
| 4.               | Francie     | 4 | 2 | 2 | 169:104 | 6 |
| 5.               | Švýcarsko   | 3 | 2 | 1 | 86:68   | 5 |
| 6.               | Nizozemsko  | 3 | 1 | 2 | 91:110  | 4 |
| 7.               | Belgie      | 4 | 2 | 2 | 137:104 | 6 |
| 8.               | Lucembursko | 5 | 1 | 4 | 114:235 | 6 |
| 9.               | Polsko      | 5 | 2 | 3 | 163:163 | 7 |
| 10.              | Anglie      | 4 | 0 | 4 | 87:213  | 4 |

## V populární kultuře
- Zlatý podraz, 2018, režie Radim Špaček